# Addie (Vorname)
Addie ist ein weiblicher Vorname.

## Herkunft und Bedeutung
Der Name ist die englische Verkleinerungsform von Adelaide oder Adeline. Varianten sind Addy und Della.

## Bekannte Namensträgerinnen
- Addie Byrne (* 1990), US-amerikanische Biathletin
- Addie L. Wyatt (1924–2012), US-amerikanische Gewerkschafterin, Frauenrechtlerin und Bürgerrechtlerin